# Jabłonowo (Kowale Oleckie)
Jabłonowo (deutsch Neuendorf) ist ein Ort in der polnischen Woiwodschaft Ermland-Masuren, der zur Landgemeinde Kowale Oleckie (Kowahlen, 1938 bis 1945 Reimannswalde) im Powiat Olecki (Kreis Oletzko, 1933 bis 1945 Kreis Treuburg) gehört.

## Geographische Lage
Jabłonowo liegt im Nordosten der Woiwodschaft Ermland-Masuren am Nordostrand des Borkener Forsts (auch: Borker Heide, polnisch Puszcza Borecka) und südwestlich vom Statzener See (polnisch Jezioro Stacze). Die Kreisstadt Olecko (Marggrabowa, 1928 bis 1945 Treuburg) liegt 20 Kilometer in südöstlicher Richtung.

## Geschichte
Das Gründungsjahr des vor 1818 Neudorf genannten Ortes ist 1688. 
Im Jahr 1874 kam Neuendorf zum neu errichteten Amtsbezirk Statzen (polnisch Stacze), der bis 1945 bestand und zum Kreis Oletzko – zwischen 1933 und 1945 „Landkreis Treuburg“ genannt – im Regierungsbezirk Gumbinnen der preußischen Provinz Ostpreußen gehörte.
382 Einwohner waren im Jahre 1910 in Neuendorf registriert. Ihre Zahl verringerte sich bis 1933 auf 356 und belief sich 1939 noch auf 307.
Aufgrund der Bestimmungen des Versailler Vertrags stimmte die Bevölkerung im Abstimmungsgebiet Allenstein, zu dem Neuendorf gehörte, am 11. Juli 1920 über die weitere staatliche Zugehörigkeit zu Ostpreußen (und damit zu Deutschland) oder den Anschluss an Polen ab. In Neuendorf stimmten 336 Einwohner für den Verbleib bei Ostpreußen, auf Polen entfiel keine Stimme.
Im Jahre 1945 wurde Neuendorf in Kriegsfolge mit dem gesamten südlichen Ostpreußen Polen zugeordnet. Seither trägt der Ort die polnische Bezeichnung „Jabłonowo“. Heute ist er Sitz eines Schulzenamtes (polnisch Sołectwo) und ein Ortsteil der Landgemeinde Kowale Oleckie im Powiat Olecki, vor 1998 der Woiwodschaft Suwałki, seitdem der Woiwodschaft Ermland-Masuren zugehörig.

## Religionen
Evangelischerseits war Neuendorf vor 1945 in das Kirchspiel der Kirche in Czychen (1938 bis 1945: Bolken, polnisch Cichy) zugeordnet. Sie gehörte zum Kirchenkreis Oletzko/Treuburg in der Kirchenprovinz Ostpreußen der Kirche der Altpreußischen Union. Heute gehören die evangelischen Kirchenglieder Jabłonowos zur Kirchengemeinde Gołdap (Goldap), einer Filialgemeinde der Pfarrei in Suwałki in der Diözese Masuren der Evangelisch-Augsburgischen Kirche in Polen.
Die katholischen Kirchenglieder gehörten vor 1945 zur Pfarrkirche in Marggrabowa (1928 bis 1945: Treuburg, polnisch Olecko) im Bistum Ermland. Seit 1945 sind sie der Kirche in Sokółki (Sokolken, 1938 bis 1945 Halldorf) zugeordnet, einer Filialkirche der Kirche Cichy (Czychen, 1938 bis 1945 Bolken) im Bistum Ełk der Katholischen Kirche in Polen.

## Verkehr
Jabłonowo liegt an einer Nebenstraße, die im Westen der polnischen Landesstraße DK 65 (ehemalige deutsche Reichsstraße 132) von Sokółki (Sokolken, 1938 bis 1945 Halldorf) über Stacze (Statzen) in den Borkener Forst (auch: Borker Heide, polnisch Puszcza Borecka) bis nach Czerwony Dwór (Rothebude) führt. Eine Bahnanbindung besteht nicht.